# Хаякава (посёлок)
Хаякава (яп. 早川町 Хаякава-тё:) — посёлок в Японии, находящийся в уезде Минамикома префектуры Яманаси. Площадь посёлка составляет 369,86 км², население — 1096 человек (1 августа 2014), плотность населения — 2,96 чел./км².

## Географическое положение
Посёлок расположен на острове Хонсю в префектуре Яманаси региона Тюбу. С ним граничат города Минамиарупусу, Сидзуока и посёлки Фудзикава, Минобу.

## Население
Население посёлка составляет 1096 человек (1 августа 2014), а плотность — 2,96 чел./км². Изменение численности населения с 1980 по 2005 годы:
| 1980 | 3005 чел. |  |
| 1985 | 2651 чел. |  |
| 1990 | 2269 чел. |  |
| 1995 | 1977 чел. |  |
| 2000 | 1740 чел. |  |
| 2005 | 1534 чел. |  |

## Символика
Деревом посёлка считается Cercidiphyllum japonicum.